# Jerome Travers

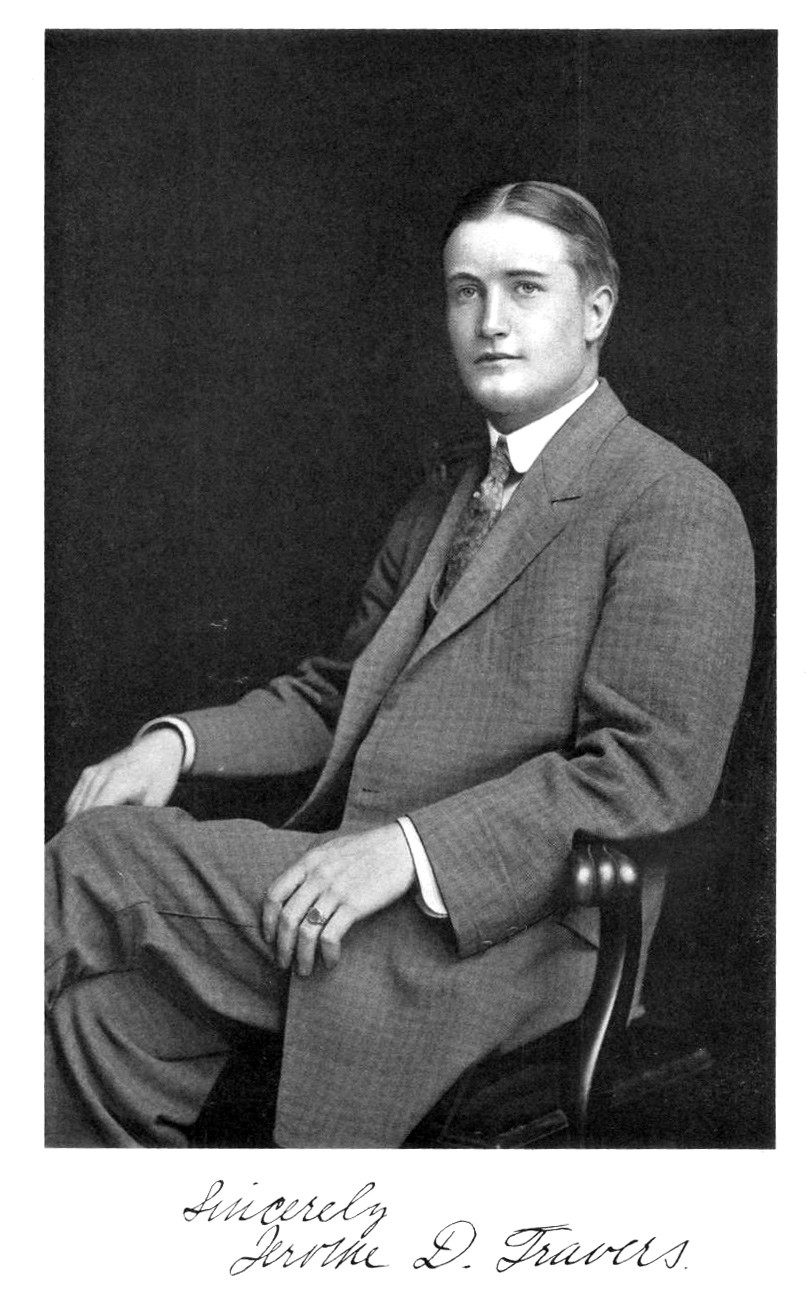
Jerome Travers

Jerome D. Travers, född 1887, död 1951, var en amerikansk golfspelare.
Travers var en av de ledande amatörgolfarna under början av 1900-talet. Han vann U.S. Amateur Championship 1907, 1908, 1912 och 1913, New Jersey Amateur tre gånger och Metropolitan Amateur i New York fem gånger. Han ansågs som en av de bästa matchspelarna och han hade en berömd rivalitet med Walter Travis.
1915 vann Travers US Open på Baltusrol Golf Club vilket gjorde honom till den andre av de fem amatörer som har vunnit tävlingen. Det var dock hans enda placering bland de tio bästa under de fyra gånger som han deltog i US Open. När han väl hade vunnit tävlingen spelade han den aldrig mer.
Travers största segrar kom när han var amatör och senare blev han golflärare på heltid och han gav även uppvisningar i golf.
Travers valdes in World Golf Hall of Fame 1976.
| Majorsegrare genom tiderna                                                                                       |              |                |             |                  |
| 200 olika spelare har vunnit i herrarnas majortävlingar. Jerome Travers var den 40:e spelaren som vann en major. |              |                |             |                  |
| 1:a | 39:e         | 40:e           | 41:a        | 200:e            |
| Willie Park Sr                                                                                                   | Walter Hagen | Jerome Travers | Chick Evans | Louis Oosthuizen |
| Lista över golfens majorsegrare                                                                                  |              |                |             |                  |